# Micropraonetha
Micropraonetha – rodzaj chrząszczy z rodziny kózkowatych i podrodziny zgrzypikowych. 

## Zasięg występowania
Przedstawiciele tego rodzaju występują na Sri Lance oraz Borneo.

## Systematyka
Do Micropraonetha należą 2 gatunki:
- Micropraonetha carinipennis
- Micropraonetha multituberculata